# Soiuz T-10
Soiuz T-10 va ser un vol espacial tripulat de la Unió Soviètica en 1983 a l'estació espacial Saliut 7 en òrbita terrestre. Va ser la cinquena expedició a l'estació abandonada per la pèrdua de la Soiuz T-10-1. Va ser visitat per les expedicions 6 i 7. S'hi dugueren a terme tres passejos espacials per reparar un conducte de combustible.

## Tripulació
| Posició                   | Tripulació de llançament              | Tripulació d'aterratge                  |
| ------------------------- | ------------------------------------- | --------------------------------------- |
| Comandant                 | Leonid Kizim Segon vol espacial       | Iuri Màlixev Segon vol espacial         |
| Enginyer de vol           | Vladímir Soloviov Primer vol espacial | Guennadi Strekàlov Tercer vol espacial  |
| Cosmonauta d'investigació | Oleg Atkov Primer vol espacial        | Rakesh Sharma Primer vol espacial Índia |

### Tripulació de reserva
| Posició                   | Tripulació         | Tripulació         |
| ------------------------- | ------------------ | ------------------ |
| Comandant                 | Vladímir Vassiutin | Vladímir Vassiutin |
| Enginyer de vol           | Víktor Savinikh    | Víktor Savinikh    |
| Cosmonauta d'investigació | Valeri Poliakov    | Valeri Poliakov    |

## Paràmetres de la missió
- Massa: 6850 kg
- Perigeu: 199 km
- Apogeu: 219 km
- Inclinació: 51,6°
- Període: 88,7 minuts